# Brahmacsarja
A brahmacsarja (szanszkrit: ब्रह्‍मचर्य, brahmacsarjā, angol: brahmacharya) a hinduizmusban és a dzsainizmusban használt kifejezés, amely önmegtartóztatást, önfegyelmet jelent. A négy hindu ásrama (चतुराश्रम, lelki rend), illetve az öt dzsain fogadalom egyike.
Szűkebb értelemben csak a cölibátust, a nőtlenséget jelenti, tágabb értelemben tökéletes uralmat jelent az összes érzékszerv felett. Nem csupán a nemi érintkezéstől kell szigorúan tartózkodni, hanem az önkielégítést célzó megnyilvánulásoktól, így a maszturbálástól, a homoszexualitástól és minden perverz szexuális szokástól. Ki kell terjednie továbbá minden erotikus képzelgéstől és álmodozástól való tartózkodásra.
A brahmacsarja vagy az ácsára az az életvitel, amellyel a kereső eléri Brahmant, vagy amellyel eljut hozzá. Ez az Abszolútban való létezés, a közeledés Isten vagy az Átman felé. A brahmacsarja a gondolatok, a szavak és tettek tisztasága. Maga az önmegtartóztatás és a mértékletesség.
A brahmacsarja olyan a jógi számára, mint az elektromos áram a villanykörte számára. E nélkül nincsen spirituális fejlődés. A teljes brahmacsarja a nirvána vagy a tökéletesség kapuja.

## Jótékony hatásai
A hindu iratok alapján már egy kevés önmegtartóztatás gyakorlása is üdítőleg hat az egyénre. Belső erőt és az elme békéjét nyújtja. A brahmacsarja hatására az elme és az idegek erőre kapnak. Segít megőrizni a fizikai és szellemi energiát. A nemi tevékenységben az életerő óriási mértékben vesz részt és árad ki az emberből; a megtartóztatás, ha nem küzdelmes, 
zűrzavaros állapot, hanem kiegyensúlyozott szellemiségben gyökerezik, az életerő nagy tömegét raktározza fel, s ezt más, szellemi célokra fordíthatja. Ez megmagyarázza, miért tartózkodtak az emberiség legnagyobb spirituális vezetői a nemi élettől.
A brahmacsarjá növeli az akaratot és az intelligenciát. Óriási erővel, energiával és vitalitással ajándékoz meg. Aki tökéletesen képes uralni a szexuális energiát, semmilyen más módon meg nem szerezhető képességekre tesz szert.

## A helyes étrend fontossága
Az étrend kiemelkedő szerepet játszik a brahmácsarjá megtartásában. Az agyban különböző kamrák vannak és minden étel sajátos hatást gyakorol az egyes kamrákra és az egész rendszerre, a gondolatainkra.
Az egyénnek egyszerű, természetes táplálékokat ajánlott fogyasztania. Mértékletesen kell táplálkoznia. Szattvikus ételeket kell fogyasztania. A hús, hal, tojás és a hagymafélék csak fokozzák a szenvedélyt.
A mértékletes táplálkozás és a bizonyos időközönkénti böjtök nagy segítséget nyújtanak a szenvedély féken tartásában, a brahmacsarjá gyakorlásában.

## A gyönyör és az élvezet
Sri Chinmoy tanítása alapján a gyönyör és az élvezet két különböző dolog. Ha valakinek a belső, spirituális élet a fontos, akkor gyönyörhöz jut. Ha valaki a hétköznapi emberi életet szereti, abból rövid ideig tartó élvezetet meríthet. Az élvezetet csüggedés követi, mert az élvezetben nincs maradandó beteljesülés. A gyönyör azonban önmagában is mindent beteljesítő. Ehhez a gyönyörhöz csak az istenivel, a belső lényünkkel való spirituális egyesülésből juthatunk.
Tudnunk kell, mit akarunk. Ha élvezetet akarunk, akkor a férfi és nő egyesülése egy darabig elég. De ha gyönyört akarunk, ami a halhatatlanság, a halhatatlan üdvösség nektárja, akkor a spirituális ösvényre kell lépnünk, és ki kell alakítanunk az ember és Isten közötti mennyei egységet.